# Vela sopra Giosia, Ieconia e Salatiel

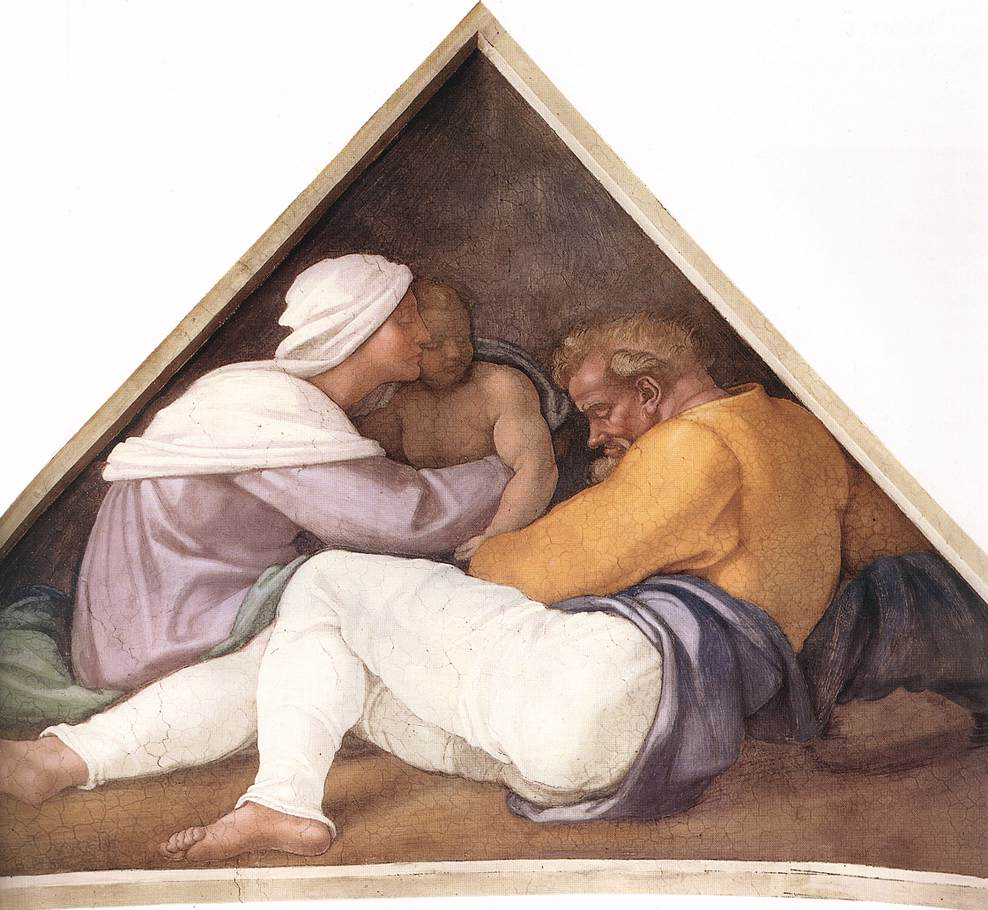
Dettaglio

La vela sopra Giosia, Ieconia e Salatiel venne affrescata da Michelangelo Buonarroti nel 1508-1510 circa e fa parte della decorazione della volta della Cappella Sistina nei Musei Vaticani a Roma, commissionata da Giulio II.

## Storia
Le vele, come le lunette sottostanti, contengono la serie degli Antenati di Cristo, e sono ad esse strettamente correlate da un punto di vista iconologico, sebbene molto diverse iconograficamente e dal punto di vista dello stile e della forma. Si tratta infatti di spazi triangolari concavi, che l'artista riempì con gruppi familiari su uno sfondo scuro (a differenza degli sfondi chiari delle lunette) e con posizioni diverse, sedute in terra piuttosto che su gradoni, per assecondare la forma dello spazio da dipingere. L'individuazione dei soggetti, tratti dalla genealogia di Cristo del Vangelo di Matteo, si basa sui nomi scritti sulle tabelle al centro delle lunette sottostanti: le lunette sormontate da vela infatti presentano solitamente tre nomi invece dei normali due. Su quali gruppi rappresentino però i vari nomi non c'è concordanza tra gli studiosi, anche perché Michelangelo non usò alcun attributo iconografico e forse non era neanche interessato a un'identificazione diretta e inoppugnabile, concentrandosi piuttosto sulla rappresentazione di vari tipi umani e vari atteggiamenti.
Gli spazi triangolari sopra ciascuna vela vennero riempiti dai cosiddetti nudi bronzei, figure a monocromo che simula il bronzo, inseriti in posizioni simmetriche davanti a sfondi scuri, violacei, separati da un teschio d'ariete dal quale pendono nastri dorati.
Le vele furono realizzate, come il resto degli affreschi della volta, in due fasi, a partire dalla parete di fondo, opposta all'altare. Gli ultimi episodi da un punto di vista cronologico delle storie narrate furono quindi le prime a venire dipinte. Nell'estate del 1511 doveva essere terminata la prima metà della Cappella, richiedendo lo smontaggio del ponteggio e la sua ricostruzione nell'altra metà. La seconda fase, avviata nell'ottobre 1511, terminò un anno dopo, appena in tempo per la scopertura del lavoro la vigilia di Ognissanti del 1512.
La vela sopra Giosia, Ieconia e Salatiel, vicina al riquadro del Diluvio Universale, fu tra le prime ad essere eseguita, nel 1508-1510.

## Descrizione e stile
Non sono chiari i personaggi della lunetta sottostante, ma nella vela viene di solito identificata la famiglia di Iechonias, ritratto con la moglie e il figlio Salatiel. 
Le figure sono sdraiate sulla nuda terra, in una composizione che ricorda quelle della Fuga in Egitto: si tratta di un atteggiamento che riprende la definizione di san Paolo, che chiamò gli antenati di Cristo "pellegrini sulla Terra", in cammino verso la terra promessa. In primo piano si vede l'uomo con le gambe abbandonate indossanti calzoni bianchi (in netto contrasto con lo sfondo scuro), il busto ruotato di spalle, la testa di profilo. Dietro di lui, in posizione complementare si vede la moglie seduta di profilo su un cuscino verde, col capo avvolto da un velo bianco e la veste violetto, mentre abbraccia un fanciullo in penombra, accostando teneramente il volto a quello del figlio e facendo per coprirlo col manto. La diversa illuminazione e il diverso trattamento dei personaggi mostra una scansione spaziale in piani via via più lontani dallo spettatore e per questo meno definiti, secondo un procedimento del tutto simile a quello scultoreo, visibile in tante opere di Michelangelo con effetti di "non-finito", come nei tondi Pitti e Taddei. 
Per creare la vela furono necessarie solo due "giornate" d'affresco, con il disegno riportato dal cartone mediante lo spolvero.

### Nudi bronzei
I due nudi bronzei sono sdraiati negli spazi triangolari, in posizione simmetrica col busto rivolto all'indietro, contro lo spettatore. Essi furono ricavati da un medesimo cartone ribaltato, con alcune lievi differenze che impediscono una simmetria troppo rigida.

## Galleria d'immagini

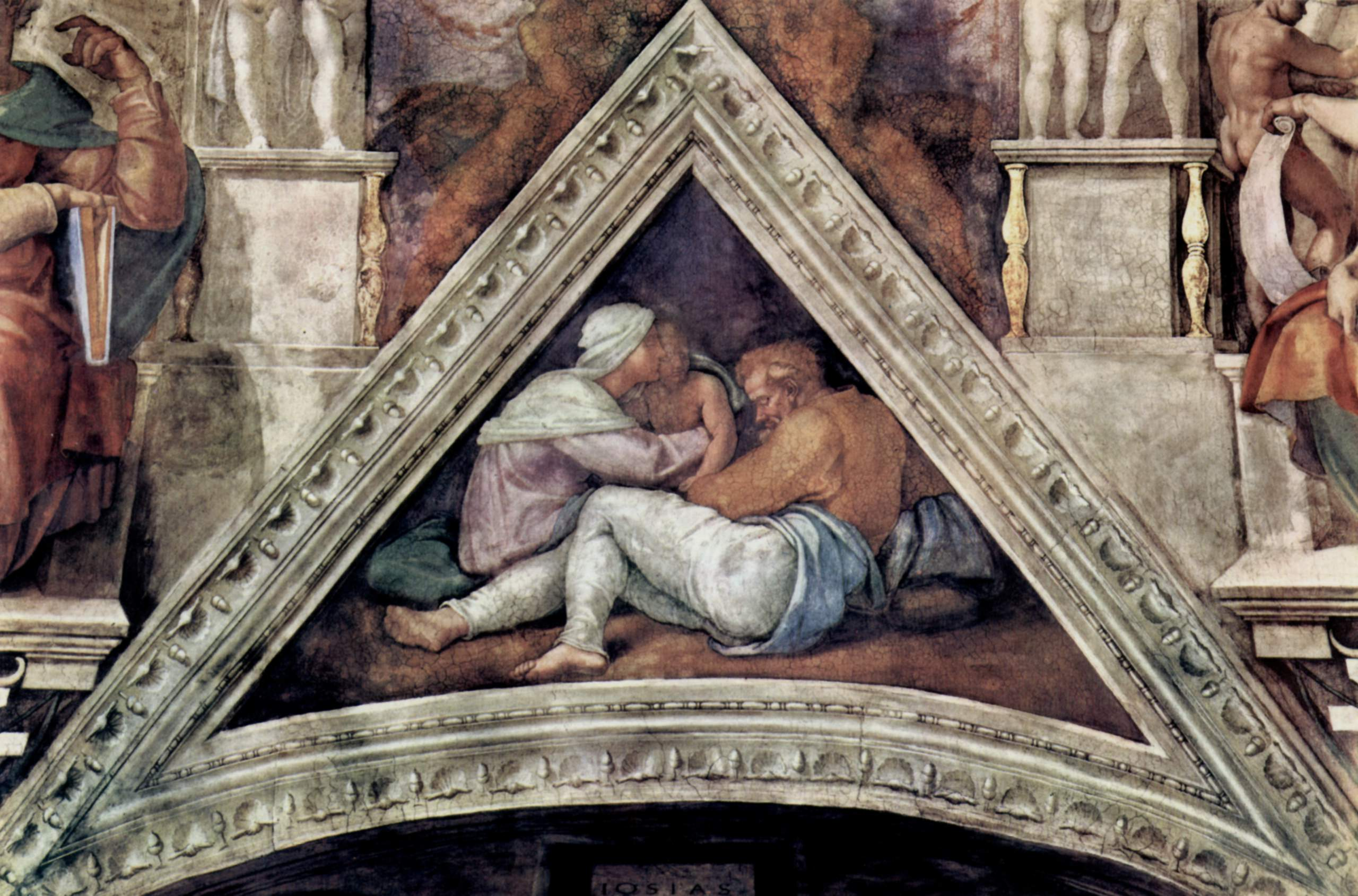
Prima del restauro
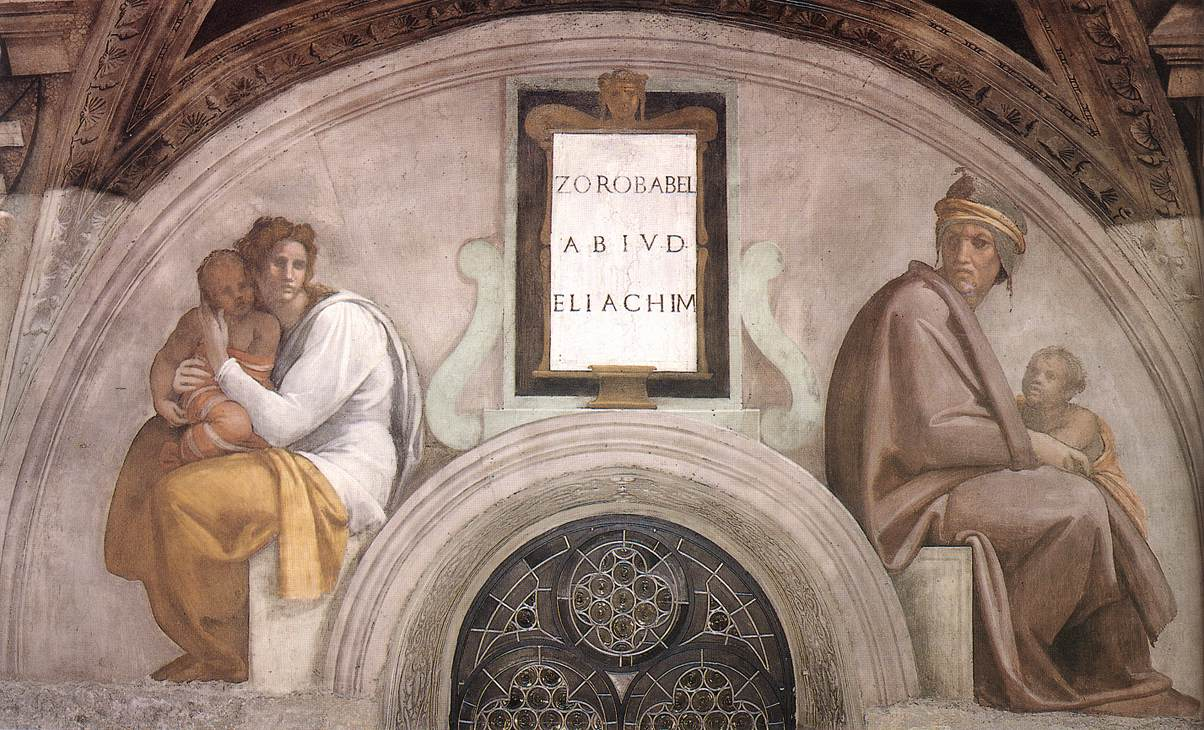
Giosia, Ieconia e Salatiel